# Какамигахара
Какамигахара (јап. 各務原市) град је у Јапану у префектури Гифу. Према попису становништва из 2005. у граду је живело 144.174 становника.

## Становништво
Према подацима са пописа, у граду је 2005. године живело 144.174 становника.
| 1995.   | 2000.   | 2005.   |
| ------- | ------- | ------- |
| 141.055 | 141.765 | 144.174 |